# Kinnaird Bridge
ll Kinnaird Bridge, ufficialmente chiamato Columbia Bridge, è un ponte stradale a due corsie che attraversa il fiume Columbia a Castlegar, nella Columbia Britannica, in Canada.
Il ponte fa parte della British Columbia Highway 3, una parte del Crowsnest Highway, e prende il nome dal suo punto di partenza il villaggio Kinnaird, costituita nel 1974 a Castlegar.
I clienti per la costruzione del ponte erano alla ricerca di qualcosa di diverso dalle solite travi reticolari in acciaio ampiamente utilizzate in Nord America, così è stato chiesto a Riccardo Morandi di progettare un ponte in cemento. Il progetto esecutivo è stato creato insieme con la società di ingegneria Choukalos, Woodburn, McKenzie di Vancouver.
Il Kinnaird Bridge fu completato nel 1965.